# Долар Британського Північного Борнео
Долар Британського Північного Борнео — грошова одиниця Північного Борнео з 1882 по 1953 роки. 1 долар ділиться на 100 центів.
Долар Північного Борнео мав той же курс, що і Стрейтсдолар, що перебував у обігу в Малайї та Сінгапурі, 1 долар обмінювався на 2 шилінга 4 пенси. У роки японської окупації (1942—1945) випускалися окупаційні долари, які обмінювалися за курсом 1 долар = 1 єна (в той час як довоєнний курс становив 1 долар = 2 єни). Після війни японські окупаційні гроші були оголошені такими, що не мають цінності, і долар відновив свою довоєнну цінність.
У 1953 році долар Північного Борнео замінила інша грошова одиниця — долар Малайї та Британського Борнео.

## Монети
Карбувалися монети номіналом у ½ цента, 1 цент, 2 цента, 5 центів і 25 центів. Лише монети номіналом 25 центів карбувалися з дорогоцінних металів.
| Зображення | Номінал   | Роки карбування | Матеріал | Діаметр (мм) | Маса (г) | Аверс              | Реверс                                                              |
| ---------- | --------- | --------------- | -------- | ------------ | -------- | ------------------ | ------------------------------------------------------------------- |
|            | ½ центи   | 1885-1907       | Cu+Zn    | 23,50        | 4,60     | Герб — рік випуску | Номінал «HALF CENT»- лаврові гілки — напис «BRITISH NORTH BORNEO»   |
|            | 1 цент    | 1882-1941       | Cu+Zn    | 20,00        | 3,30     | Герб — рік випуску | Номінал «ONE CENT» — лаврові гілки - напис «BRITISH NORTH BORNEO»   |
|            | 2½ центи  | 1903-1920       | Cu+Ni    | 24,50        | 4,90     | Герб               | Номінал «2½ CENTS» — напис «STATE OF NORTH BORNEO» — рік карбування |
|            | 5 центів  | 1903-1941       | Cu+Ni    | 28,10        | 7,30     | Герб               | Номінал «5 CENTS» — напис «STATE OF NORTH BORNEO» — рік карбування  |
|            | 25 центів | 1929            | Ag       | 18,00        | 2,80     | Герб               | Номінал «25 CENTS» — напис «STATE OF NORTH BORNEO» — рік карбування |

## Банкноти
Банкноти випускалися номіналами 25 центів, 50 центів, 1, 5, 10 і 25 доларів. За весь час існування грошової одиниці дизайн банкнот не змінювався, однак їх розміри варіювалися. На банкнотах зображувалися герб, гора Кінабалу, або обидва зображення.